# Đoan Bình nhập Lạc
Đoan Bình nhập Lạc là một sự kiện quân sự ở Trung Quốc xảy ra vào mùa hạ năm 1234. Sau khi Tống-Mông liên minh diệt Kim được mấy tháng, triều Tống phản bội minh ước, tiến hành đưa quân tấn công miền bắc hòng khôi phục tam kinh, song bị quân Mông Cổ đánh bại.

## Bối cảnh
Cuối năm 1233 đầu năm 1234, hai nước Tống - Mông liên quân kẹp đánh từ hai phía vào Thái châu, sào huyện cuối cùng của Kim quốc. Ngày 9 tháng 2 năm 1234, nước Kim diệt vong. Triều Kim kể từ Thái Tổ A Cốt Đả đến Ai Tông Ninh Giáp Tốc là được 6 đời 9 chủ, 120 năm.
Sau khi diệt xong nước Kim, tướng Tống Mạnh Củng và tướng Mông Cổ Tháp Tề Nhi chia số hài cốt và của cải trong thành làm đôi mỗi bên một phần. Lại lấy tây bắc Trần, Thái làm giới hạn, bắc thuộc Mông nam thuộc Tống; sau đó cùng rút về nước. Di hài Kim Ai Tông bị triều Tống giam giữ trong kho ngục Đại lý tự. Hai tướng Tống Triệu Phạm, Triệu Quỳ nhân lấy được Thái châu, có ý tiến lên khôi phục tam kinh, giành lại Trung Nguyên. Đại thần Khâu Nhạc can là không nên, Triệu Phạm không nghe. Tham chính Kiều Hành Giản, Hoài Tây tổng lĩnh Ngô Tiềm và nhiều người khác cũng can ngăn nhưng Hữu thừa tướng Trịnh Thanh Chi lại tán thành. Tháng 6, Có chiếu lệnh anh em họ Phạm đến Hoàng châu triệp tập binh mã; tri Lư châu Toàn Tử Tài đem vạn quân từ Hoài Tây đến Biện Kinh. Ở Biện, bọn Lý Bá Uyên, Lý Kì Tố xin hàng và cùng nhau giết tướng giữ thành Thôi Lập, đem thủ cấp đến Thừa Thiên Môn cúng tế Kim Ai Tông.

## Diễn biến
Đại quân củaToàn Tử Tài được bọn Bá Uyên đón vào Biện. Mười hôm sau, Triệu Quỳ đem quân từ Hoài Tây đến, bảo Tử Tài đánh lấy Lạc Dương và Đồng Quan, Tử Tài thoái thác là lượng thảo chưa đến. Triệu Quỳ phản bác bảo nếu đợi lương thảo tới thì quân bắc cũng đã tới làm sao chống. Tử Tài phải sai bọn Từ Mẫn Tử và Phạm Dụng Cát... cùng 13000 quân đánh lấy Lạc Dương.
Lúc này lương thảo của quân Tống đã hết, Tống Lý Tông sai Chu Dương Tổ đến Lạc yết kiến lăng tiên đế. Lúc này thì quân Mông đã vượt sông Hoàng Hà chuẩn bị nghênh chiến. Tháng 8 ÂL, quân Mông đã tới Lạc Dương lập trại. Hai bên đánh nhau có thắng có thua, nhưng lương thực của quân Tống thì đã gần cạn. Chu Dương Tổ sau chạy về nam. Dương Nghị làm hậu ứng cho Từ Mẫn Tử, khi quân còn cách Lạc 30 dặm thì gặp Mông và bị diệt sạch.
Còn lại Triệu Quỳ và Toàn Tử Tài, quân Mông Cổ cho tháo nước sông Hoàng Hà dẫn vào Biện Kinh, quân Tống chết không biết bao nhiêu mà kể. Từ Mẫn Tử vì lương hết phải rút quân về nam. Quân Mông Cổ tiến vào Lạc Dương rồi đánh sang Biện Kinh, quân Tống bỏ thành mà chạy. Bắc phạt thất bại nặng nề. Triệu Phạm dâng biểu hặc tội Toàn Tử Tài và Triệu Quỳ bỏ đất mất quân khiến họ bị giáng quan.
Sự kiện này đã châm ngòi cho cuộc chiến tranh 40 năm giữa hai nước Tống-Mông (Nguyên), cuối cùng năm 1279 thì triều Tống bị triều Nguyên tiêu diệt.